# Erardo de Ratisbona
Erardo o Erhardo de Ratisbona, en alemán Erhard von Regensburg (s. VII - Ratisbona, 707) se le identifica con el personaje Erhard, abad de Ebersheimmünster mencionado en un códice de la época. Fue un obispo escocés, que viajó de su natal Escocia, para ejercer el obispado en Ratisbona (hoy Alemania). Es venerado como santo por la Iglesia católica, el día 8 de enero.

## Hagiografía
Según la tradición, mientras Erardo era obispo y confesor de Ratisbona, le fue presentada una niña, ciega de nacimiento, a la que bautizó. Esa niña era Santa Odilia, y según se cuenta, su ceguera desapareció al terminar el bautismo. Esto sucedió un 13 de diciembre.
El milagro llenó de fervor a los fieles de Baviera y acrecentó la fama de Erardo.